# Lise Porcelain Denmark
Lise Porcelain Denmark var en dansk porcelænsvirksomhed der blev oprettet i 1973
Virksomheden arbejde primært med platter og porcelæn som askebægrer, vaser og lign. til virksomheder, foreninger m.m..
Virksomheden instillede sit virke allerede i 1993, hvor den blev tvangsopløst. 

## Platter
Virksomhedens nåede i dens korte levetid at få en del platter og andet procelæn ud på markedet.
- Sammen med bryggeriet Faxe udgave Lise Porcelain over en årrækkke en serie af Flora Danica platter, som Faxe Depoterne uddelte som gaver til kunder og samarbejdspartnerer. [3]
- En serie af platter med H. C. Andersen motiver
- En serie af platter med Storebæltsfærger som motiv
- Flere detaljer følger snart

## Platter - Færge serien
Serien med Storebæltsfærger omfattede bl.a.:
- D/F Holger Danske - 1942
- H/F Korsør - 1883
- M/F Arvepris Kund 1963
- M/F Asa-Thor - 1965
- M/F Broen - 1952
- M/F Kalundborg - 1966
- M/F Dronning Indrid - 1951
- M/F Freja - 1936
- M/F Halskov - 1956
- M/F Heimdal - 1930
- M/F Knudshoved - 1961
- M/F Korsør - 1927
- M/F Prins Henrik - 1974
- M/F Prins Joachim - 1980
- M/F Prinsesse Benedikte - 1959
- M/F Romsø - 1973
- M/F Sjælland - 1933
- M/F Storebælt - 1939
- I/S Stærkodder - 1883
- S/F Christian IX  - 1908

## Kunstnere tilknyttet Lise Porcelain
Der foreligger desværre pt. ingen informationer om hvilke kunstnerer, der var tilknytet Lise Porcelain.